# Rhazes
Abu Bakr Muhammad ibn Zakariya al-Razi (în persană: زكريای رازی Zakaria ye Razi; în arabă: ابو بکر محمد بن زكريا الرازی ; în latină: Rhazes sau Rasis) (865 - 925) a fost alchimist, fizician, medic, filozof, savant persan. A adus contribuții valoroase în domeniile menționate, înscrise în peste 184 de cărți și articole. Alături de Avicenna, este considerat cel mai mare reprezentant al medicinii musulmane. În cartea sa intitulată Arabian Medicine, Edward G. Browne vorbește despre al-Razi ca fiind – cel mai mare și cel mai originali dintre medicii musulmani și unul dintre cei mai prolifici autori. Deși este de origine persan, el își scrie întreaga operă în limba arabă, fiind apreciat de către occidentali drept – Galen al arabilor.

## Biografie
Al- Razi s-a născut în Rayy, un vechi oraș din Iran, situat în apropiere de Teheran. Numele său, Al-Razi însemnă- locuitor din Rayy.
Despre viața sa se cunosc puține date, așa cum este cazul multor personalități. Există îndoieli inclusiv legate de data nașterii (aproximativ 825) și decesului său( 925/935).
În primii ani ai tinereții, a studiat muzica, aceasta fiind principalul său punct de interes (cânta la lăută). Mai apoi, a studiat filozofia și alchimia, matematica, fizica și astrologia.

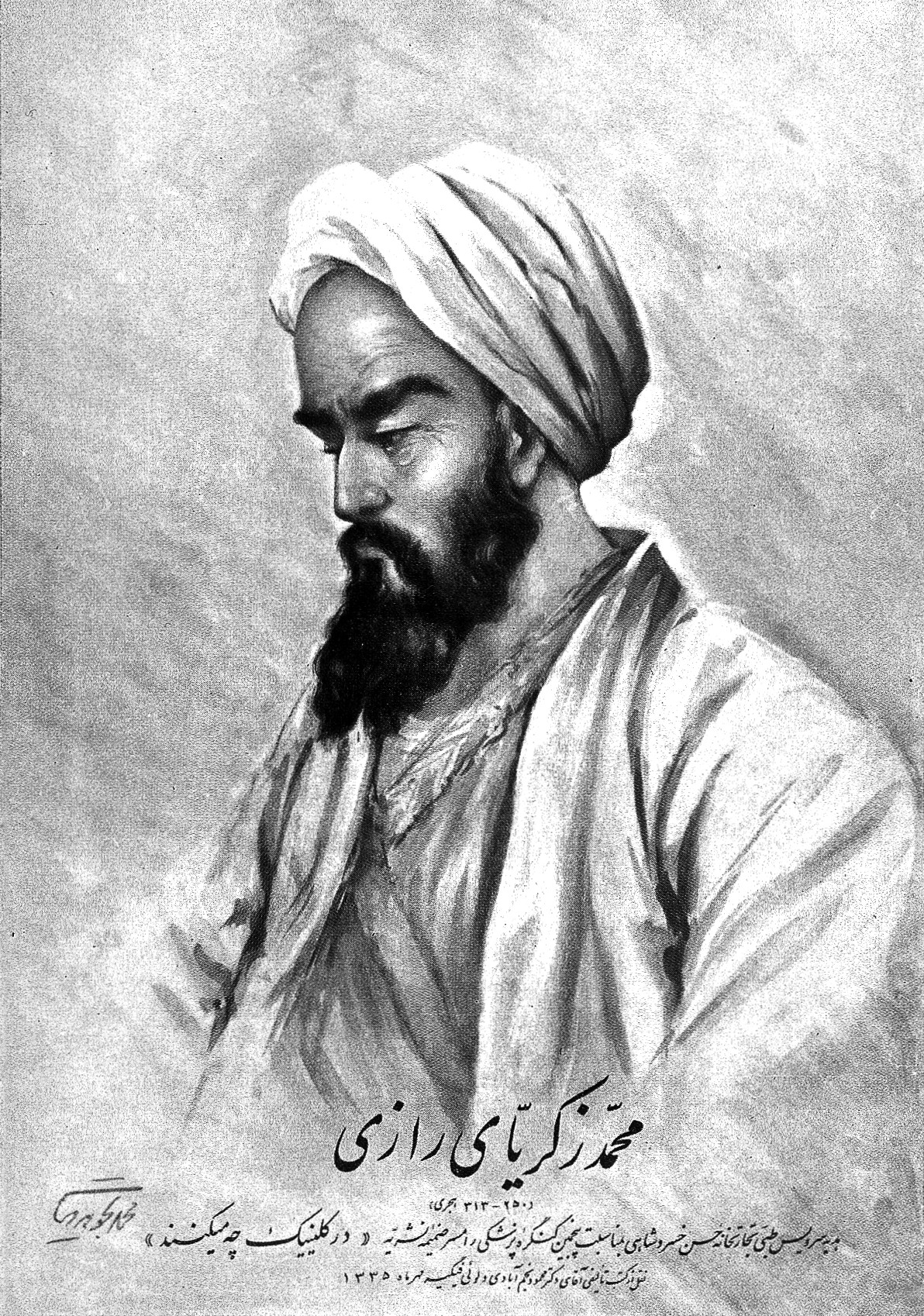
Portret Muhammad Ibn Zakariya al-Razi

Conform spuselor anumitor biografi, suferea de o maladie a ochilor, a cărei proveniență s-ar fi datorat experimentelor sale în alchimie, însă mai târziu, al-Razi a afirmat că boala s-a instalat din cauza timpului îndelungat alocat studiului. 
Târziu, spre împlinirea vârstei de 30 de ani, a început să studieze medicina. Pe lângă textele anticilor greci ( Hippocrat, Galen), scrierile lui Ali Ibn Rabban al-Tabari (mort în 870) vor avea o mare influență asupra sa. 
Se pare că cea mai mare parte a cunoștințelor în medicină o acumulează la Bagdad, în perioada 902-907. De asemenea, călătorește în același scop în Siria, Egipt, Andaluzia. Întorcându-se în Rayy, este numit director al spitalului din zonă, pe vremea lui Mansur Ibn Ishaq al-Samani din Sigistan. Ulterior, el va scrie o lucrare monumentală care poartă în titlu numele acestuia- Kitab al-Mansuri fi al-tibb. Datorită reputației pe care o câștigă în Iran, este invitat, în perioada epocii abasside în Irak, unde preia funcția de director al principalului spital din Bagdad. Se spune că, pentru a hotărî amplasamentul spitalului, pe care l-a condus ca medic, a agățat bucăți de carne în diverse locuri ale orașului iar apoi l-a ales pe acela unde carnea intrase cel mai puțin în putrefacție.
Lui al-Razi i se datorează prima structură a unui spital arab. Înconjurat de studenții săi și de asistenți, își practica meseria într-o manieră impecabilă, dând dovadă de o mare bunătate, prin asistența medicală oferită celor săraci, fără a primi ceva în schimb.
Ulterior, se va întoarce în zona natală, la Rayy, unde va continua să activeze ca medic și unde va rămâne până la sfârșitul vieții.  

## Activitate
Al-Razi practica mai multe specialități medicale: pediatrie, chirurgie, ginecologie, obstetrică și oftalmologie.

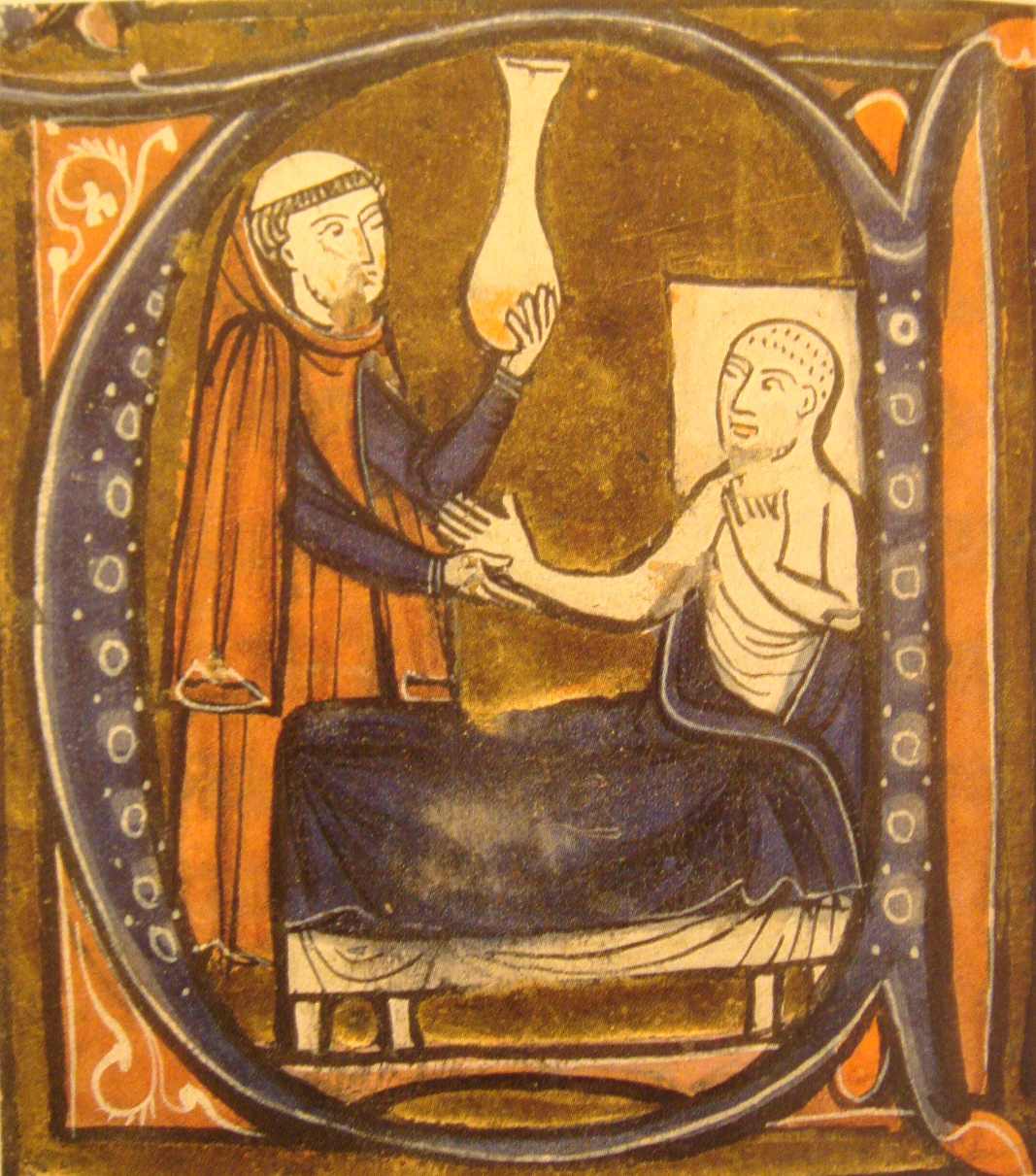
Al-Rhazi

El este maestrul necontestat al medicinii clinice, căci tratează fiecare bolnav analizând cu grijă simptomele, cauzele posibile și tratamentele potrivite. În stabilirea diagnosticului, lua în considerare factorii psiho-somatici și psihici, ceea ce reprezenta o inovație a vremii. Contrar practicii de atunci, el considera că reușita tratamentului aplicat unui pacient și vindecarea acestuia sunt condiționate de starea psihologică a acestuia, precum și de anturajul său. Folosindu-se de cunoștințele în chimie pentru activitatea medicală, este considerat fondatorul terapeuticii chimice (folosirea substanțelor chimice pentru a trata bolnavii). Practica extragerea alcoolului din glucide fermentate și amilacee, pentru a-l folosi în farmacie în producerea medicamentelor și a remediilor. De asemenea, este primul medic care a preparat unguente pentru a trata diverse afecțiuni. De exemplu, a creat un unguent pe bază de mercur pentru a accelera cicatrizarea pielii pentru unele dermatite și un altul care îi poartă numele, ce conținea carbonat de plumb și pe care îl folosea în tratarea rănilor. Este cel care a descoperit acidul sulfuric, pe care îl numea – vitriol verde. Totodată, al-Razi a insistat asupra constituirii farmacologiei ca disciplină medicală separată. Capitolul alocat acesteia în tratatul Kitab al-Hawi va rămâne o referință în Europa până în secolul al XVII-lea. Încă de atunci, al-Razi a atenționat asupra consumului necontrolat de medicamente și asupra folosirii mai multor medicamente în același timp. De asemenea, el este cel care a introdus setolina în practica chirurgicală. 
În Kitāb al-Fihrist sunt menționate 113 lucrări majore și 28 de lucrări minore ale lui al-Razi, dintre care 12 de alchimie.

## Scrieri

#### În medicină
Al-Hawi (Cartea exhaustivă) este considerată cea mai importantă lucrare a lui Al-Razi. Tradusă în latină de medicul sicilian evreu Farag ibn Salim (1279), sub auspiciile lui Carol I de Anjou, a fost ulterior retipărită de mai multe ori sub numele de Continens. După cum indică și titlul, cartea se dorea a fi o enciclopedie medicală. Aceasta rezumă toate cunoștințele medicale pe care arabii le dețineau la acea vreme de la greci, persani și indieni. Inovația constă însă în faptul că lucrarea nu este doar o compilație, întrucât al-Razi nu se sfiește să contrazică marii savanți ai medicinii grecești. De asemenea, pe baza experienței personale, el aduce adăugări și completări importante în cadrul fiecărui subiect abordat. Începe cu bolile locale, pornind de la cap, pentru a ajunge apoi la cele generale și mai departe la medicamente, oferind sinonime pentru acestea. De altfel, acest capitol dedicat medicamentație a fost extrem de valoros, în contextul amalgamului de termeni exotici utilizați până atunci pentru a le desemna, proveniți din Grecia, Persia și India.
Lucrarea este împărțită în 22 de cărți, cu precizarea că nu s-a menținut neapărat acest număr și în cazul copiilor. Până în secolul XVI, rămâne principala sursă de referință în Europa, la aceasta raportându-se deopotrivă savanții vremii și studenții, în procesul de pregătire profesională.
Kitab al-Mansuri - după al-Hawi, aceasta este următoarea cea mai cunoscută operă a faimosului al-Razi. Aflat în Persia, el va scrie pentru Mansur ibn Ishaq al-Samani, din Khorasan, o lucrare monumentală, care poartă în nume titlul binefăcătorului său. Traducerea în latină, Liber Almansorir, a apărut prima oară la Milano, în deceniul opt al secolului al XIV-lea.
Lucrarea este alcătuită din 10 cărți, care tratează: 1-anatomia, 2-temperamentele umane, 3- alimentele și medicamentele, 4- igiena coroporală, 5- cosmetica, 6- regimul pe perioada călătoriei, 7- chirurgia, 8- poțiuni, 9- bolile în general, 10- febra.
Al-judari wa-l-hasba- (Variola și Rujeola); Dintre monografiile sale, Al-Judari wa-l-hasba este cea mai cunoscută, fiind prima lucrare de acest gen. Este considerată o bijuterie medicală a Evului Mediu, în calitate de prim studiu al bolilor infecțioase. În paginile ei, se regăsește prima descriere clinică a variolei, Al-Razi explicând, într-o manieră simplă, diferențele dintre aceasta și rujeolă. Cartea cuprinde 13 capitole în care sunt expuse elementele care favorizează infectarea unei persoane, simptome, complicații, metode de prevenire a agravării simptomelor, tratamente și alimente de utilizat în astfel de situații. Tratatul a fost tradus în latină în 1498 sub titlul De Pestilentia, iar în greacă, în 1848.
Al-Razi a scris de asemenea o lucrare pentru cei săraci- al-Fuqaraa- un dicționar popular dedicat celor care nu-și permit să meargă la medic, în care descrie diverse boli, simptomele acestora, precum și metode de tratament care nu implică costuri mari. Pe lângă aceasta, în marile biblioteci europene încă se mai găsește cartea sa despre alimente, în care al-Razi vorbește nu numai despre alimente în starea lor naturală, ci și despre toate preparatele culinare și băuturile.
Alte lucrări:
- Kitab ila man la yahduruhu al-tabib - Carte pentru cel ce nu poate să ajungă la doctor
- Shukuk 'ala alinusor - (Indoieli în privința lui Galenus): Critică teoriile eronate ale lui Galen;
- Al-Tibb al Molooki - Medicină regală
- al-Murshid aw al-Fusul - (Aforisme) Ghidul medicului nomad

#### În chimie
Kitab al-asrar wa sirr al-asrar –Cartea Secretelor este una dintre principalele sale cărți de alchimie, transpusă în latină de eminentul traducător Gerard de Cremona, sub numele De spiritibus et corporibus. Aceasta a devenit principala lucrare de referință în domeniul chimiei până la apariția, în secolul al XIV-lea, a operelor lui Gabir (Geber). În carte, al-Razi descrie metodele adoptate de el în realizarea experimentelor chimice, ustensilele folosite, precum și proprietățile anumitor substanțe chimice și domeniilor lor de utilizare. 
Religie și Filozofie
Percepțiile lui al-Razi despre religie și filozofie nu au fost întotdeauna în concordanță cu cele ale savanților vremii, ceea ce i-a adus nenumărate critici. Acesta refuză existența unui Dumnezeu unic, iar în una din cărțile sale vorbesțe despre morala laică dominată de rațiune, ci nu de Dumnezeu. De altfel, al-Biruni vorbește despre cele două cărți de religie - Fī al-Nubuwwāt (Despre Profeții) și Fī Ḥiyal al-Mutanabbīn- ca fiind eretice. Astfel, el consideră că prima este un atac împotriva religiei, iar cea din urmă un atac la adresa necesității existenței profeților. Alături de al-Biruni, în secolul XI, Avicenna își exprimă contrarietatea în raport cu ideile susținute de al-Razi.
În ciuda dezacordurilor punctuale, al-Razi susține ideea că un medic excelent trebuie să fie mai întâi filozof și că arta sa presupune, asemenea filozofiei, o regulă de viață, reluând astfel teoria lui Galen.